# Eupithecia aporia
Eupithecia aporia là một loài bướm đêm trong họ Geometridae.